# Amboise (rivière)
Pour les articles homonymes, voir Amboise (homonymie).
L'Amboise est une petite rivière du nord de la France, dans le département de la Somme en région Hauts-de-France et en ancienne région Picardie, un des derniers affluents gauche du fleuve la Somme.

## Géographie

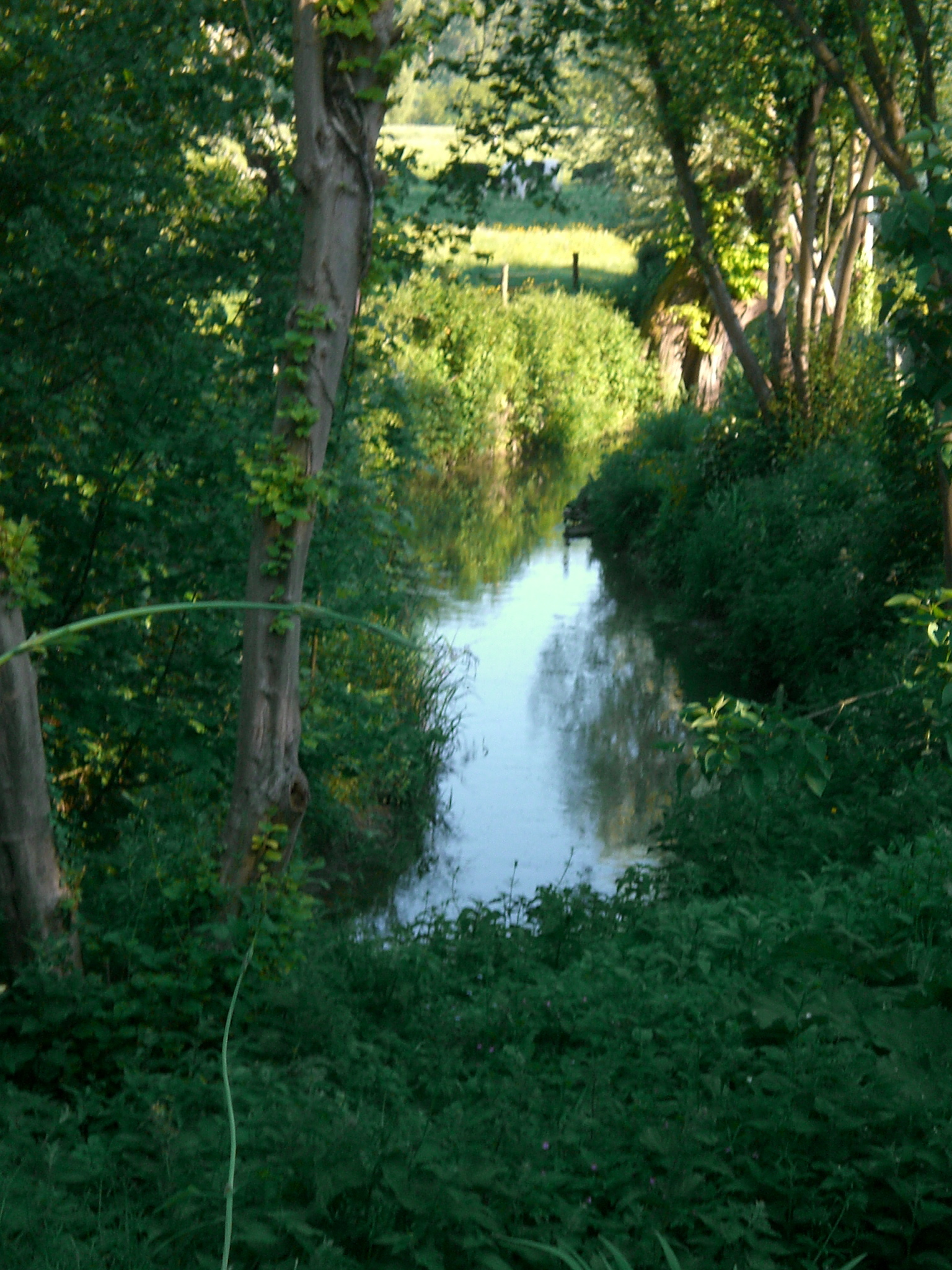
L'Amboise à Saint-Valery-sur-Somme en mai 2010

L'Amboise prend sa source sur le territoire de la commune de Pendé, au croisement de la D2 et du chemin de Sallenelle, et à 10 mètres d'altitude dans le Vimeu. Au terme d'un cours de 6,7 kilomètres, orienté nord-est, elle se jette dans la baie de Somme au sud de Saint-Valery-sur-Somme, au nord de la station d'épuration et avant le pont tournant, à 4 mètres d'altitude.

### Communes et cantons traversés
Dans le seul département de la Somme, l'Amboise traverse les quatre communes suivantes, dans un seul canton, de l'amont vers aval, de Pendé (source), Estrébœuf, Boismont et Saint-Valery-sur-Somme (embouchure).
L'Amboise prend sa source, traverse et conflue avec la Somme dans le même canton de Saint-Valery-sur-Somme au sud de la Somme, dans l'arrondissement d'Abbeville, dans l'intercommunalité communauté d'agglomération de la Baie de Somme.

### Bassin versant
L'Amboise traverse une seule zone hydrographique « Baie de Saint-Valery-sur-Somme » (E649) pour une superficie de 6 565 km2.
Les cours d'eau voisins sont la Somme au nord et nord-est, la Trie à l'est, l'Avalasse au sud-est la Bresle au sud et sud-ouest, le canal de Cayeux à l'ouest, la Manche au nord-ouest.

### Organisme gestionnaire
Les organismes gestionnaires sont le SIAEEV ou syndicat intercommunal pour l'amélioration de l'écoulement des eaux dans le Vimeu, sis à Friville-Escarbotin, et l'Ameva : Aménagement et Valorisation du bassin de la Somme, créé le 23 décembre 2002, EPTB depuis le 30 mai 2013. L'Amboise et l'Avalasse ont fait l'objet par l'Ameva, le syndicat d'Aménagement et valorisation du bassin de la Somme, d'un plan de gestion des affluents de la Somme.

## Affluents

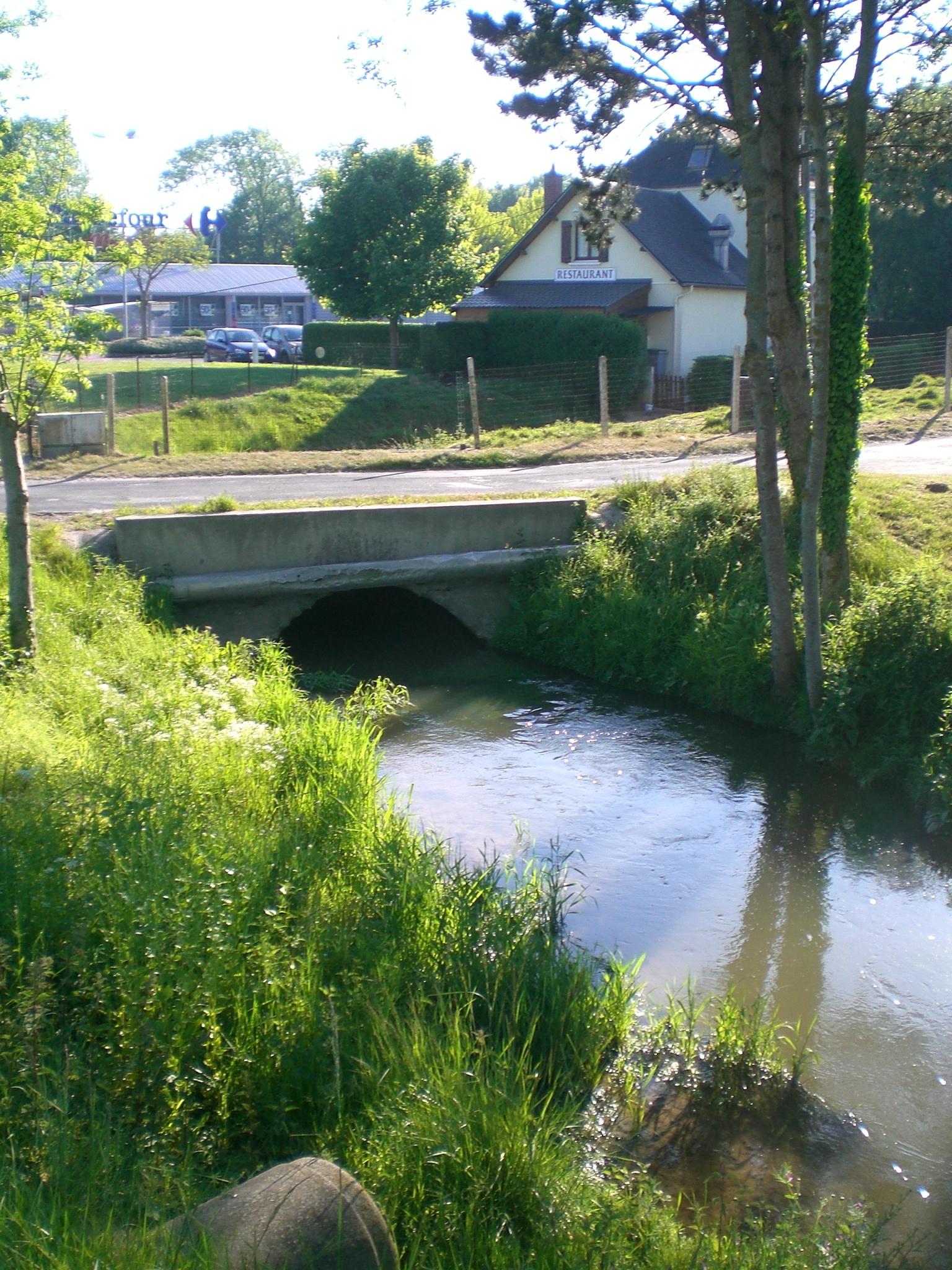
L'Amboise à Saint-Valery-sur-Somme en mai 2010

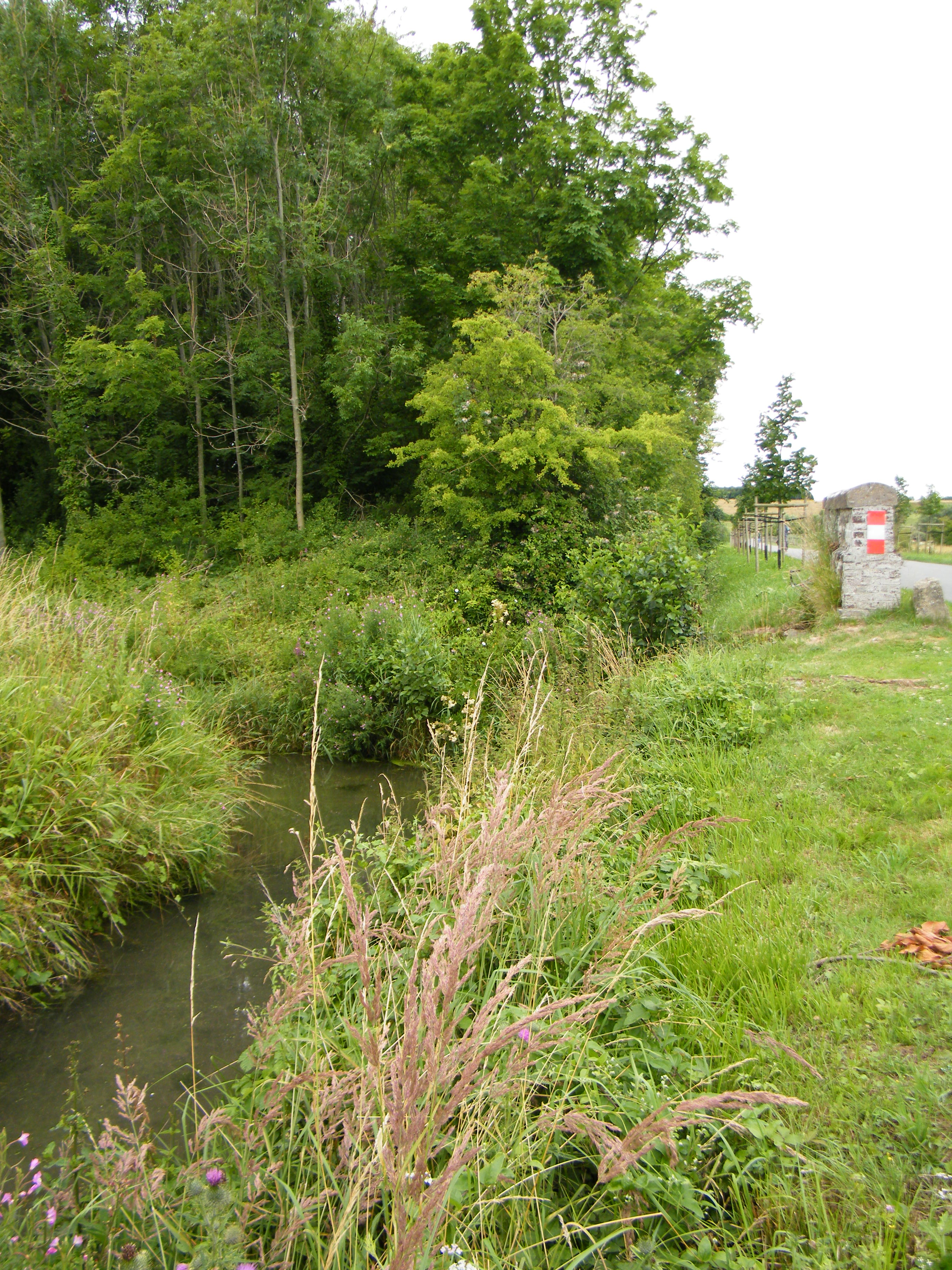
La Drancourt rejoint l'Amboise.

L'Amboise a trois tronçons affluents référencés :
- la rivière l'Amboise, un bras de 0,7 kilomètre sur Pendé.
- l'Avalasse (rd[note 2]), longue de 7,9 kilomètres prenant sa source à Nibas, traversant Arrest et confluant à Estrébœuf[9]. Soit en termes de canton, l'Avalasse prend sa source dans le canton de Friville-Escarbotin, et traverse et conflue avec l'Amboise dans le canton de Saint-Valery-sur-Somme.
- le Drancourt (rd), 1,3 km sur les deux communes de Saint-Valery-sur-Somme et Estrébœuf.

### Rang de Strahler
Donc le rang de Strahler de l'Amboise est de deux.

## Hydrologie
Son régime hydrologique est dit pluvial océanique.

## Aménagements et écologie

### Pêche et AAPPMA
L'Amboise est classée en cours d'eau de première catégorie. L'Amboise dépend de l'AAPPMA d'Abbeville, Les Pêcheurs à la ligne du Ponthieu.